# Yahdun-Lim

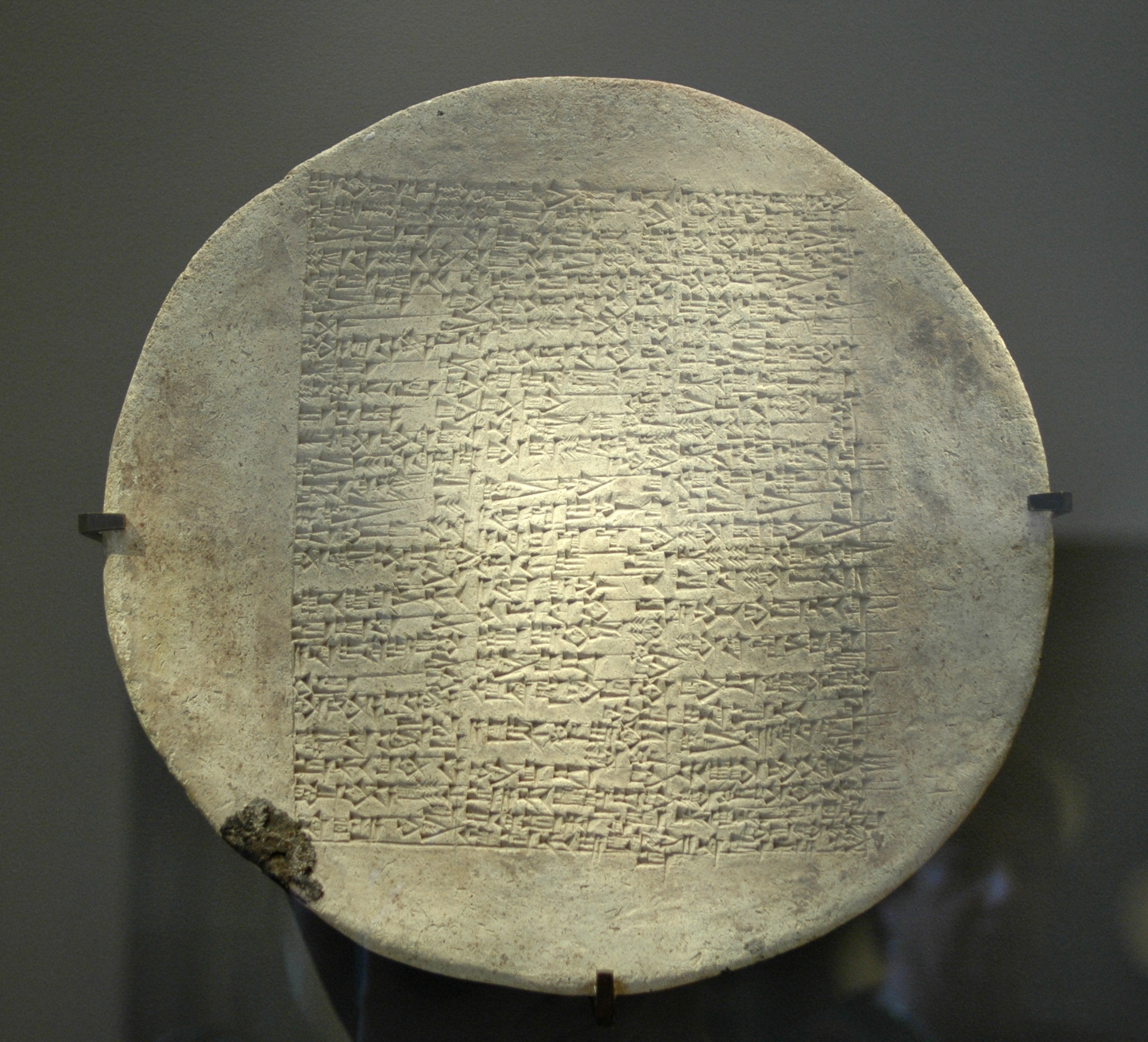
Disco inscrito de Yahdun-Lim, rey de Mari. Terracota, ca. 1800 a.C.

Yahdun-Lim fue un rey de Mari, en la Alta Mesopotamia, durante el siglo XIX. De origen amorreo, se convirtió en rey, tras la muerte de su padre, Iaggidim. Yahdun-Lim levantó Mari hasta convertirla en uno de los mayores poderes de la región. Emprendió una victoriosa campaña a la costa del Mediterráneo. Su reino fue amenazado por incursiones de varias tribus nómadas, como los cananeos, pero fue capaz de vencerles y forzarles a pagar tributo. Después de haber restablecido la paz interior, construyó un templo al dios Shamash.
Por otra parte, Shamshi-Adad I se había proclamado rey de Asiria. Yahdun-Lim recibió peticiones de ayuda de los reyes amenazados por los planes expansionistas del rey asirio, pero antes de que pudiera actuar, resultó asesinado por uno de sus servidores. De inmediato, Shamshi-Adad ocupó Mari. Zimri-Lim, hijo y heredero de Yahdun-Lim, se vio forzado a huir a Alepo, donde permaneció en el exilio hasta la muerte de Shamshi-Adad.